# FIPS 10-4
O padrão FIPS 10-4, Países, dependências, áreas de soberania especial e suas principais divisões administrativas, foi uma lista de códigos de país de duas letras que foram usados pelo governo dos Estados Unidos para processamento de dados geográficos em muitas publicações, tais como o CIA World Factbook. O padrão também era conhecido como DAFIF 0413 ed 7 Amdt. No. 3 (novembro de 2003) e como DIA 65-18 (Defense Intelligence Agency, 1994, "Geopolitical Data Elements and Related Features"). 
Os códigos FIPS 10-4 são semelhantes (mas às vezes incompatíveis com) o ISO 3166-1 alfa-2 Código de país. O padrão também inclui códigos para a subdivisão de nível superior dos países, semelhante, mas geralmente incompatível com o padrão ISO 3166-2.
Em 2 de setembro de 2008, FIPS 10-4 foi um dos dez padrões retirados pelo NIST como um Padrão Federal de Processamento de Informação.. A Agência Nacional de Informação Geoespacial interrompeu a manutenção do FIPS 10-4 em 31 de dezembro de 2014.